# Droit constitutionnel
 (juillet 2020).
Le droit constitutionnel est une branche du droit public qui rassemble les règles juridiques relatives à la forme de l'État, à la constitution du gouvernement et des pouvoirs publics et à la participation des citoyens à l'exercice de ces pouvoirs. Ce droit de la Constitution est sanctionné par un juge. Le droit constitutionnel rassemble les règles juridiques intéressant les institutions, le système de norme et de rapports entre normes, et les droits fondamentaux.

## Considérations générales sur le droit constitutionnel

### Juridicisation de la science politique
Au départ, bien que les enseignements de droit constitutionnel et de science politique fussent distingués, le droit constitutionnel reposait sur les mêmes méthodes d’analyse et conservait globalement le même objet que celui de la science politique : il s’agissait d’analyser le comportement des acteurs politiques, d’étudier le fonctionnement des institutions dans le but de comprendre comment « s’acquiert, se transmet et s’exerce le pouvoir politique » (Georges Burdeau).
Plus récemment, le droit constitutionnel a été envisagé non plus comme l’étude des faits politiques, mais plutôt comme l’analyse de normes juridiques, garanties par des juges. Cette évolution est due à plusieurs facteurs : 
- Les constitutions sont apparues comme un rempart contre l’arbitraire du pouvoir politique.
- Au sein du pouvoir politique, c’est le pouvoir législatif qui est lié par le respect de la Constitution.

Mais il convient de signaler que le droit constitutionnel moderne diffère de la science politique.
Dès lors, les « méthodes » d’analyse ont évolué.
En France, on a peu à peu quitté des méthodes sociologiques pour se tourner vers des méthodes que l’on rencontre en droit civil : on parle alors de juridicisation. L’« objet » de la discipline a également évolué : c’est devenu l’étude des systèmes de normes et des rapports entre normes. La constitution française s’est trouvée ainsi placée au sommet de la pyramide des normes, au-dessus du Bloc de conventionnalité (traités internationaux, directives européennes, et lois organiques). Ce sujet fait néanmoins débat, notamment dans le cadre des réflexions sur le traité constitutionnel européen.
Aux États-Unis et dans le monde anglo-saxon, le droit positif est moins valorisé, et la culture de la norme est moins développée. La tendance à l’étude des rapports entre normes est moins nette : la culture anglo-saxonne privilégie le système de droit mou, qui facilite le débroussaillage des sujets complexes par les citoyens, et conduit progressivement le pouvoir politique à mettre en place un système de lois cohérent qui s’insère dans le dispositif constitutionnel, qui est amendé si nécessaire. Ainsi en est-il de l’approche des phénomènes environnementaux dans le monde anglo-saxon, avec la définition d’une charte verte (Global Greens Charter) en Australie en 2001, sans valeur constitutionnelle, alors que la France a inclus une charte de l’environnement dans le préambule de la constitution du 4 octobre 1958 en 2005.
La pratique du droit constitutionnel en France apparaît ainsi théoriquement plus rigoureuse. Elle souffre néanmoins de l’opacité due à la complexité des lois, et de l’intrication des codes législatifs, qui alourdissent les rapports entre les organes de l’État, et ne sont pas sans poser des problèmes de sécurité juridique.
En Europe, la question des rapports entre le droit européen (ainsi que les traités internationaux) et les constitutions (niveau 1), lorsqu’elles existent, dans le cadre de la hiérarchie des normes, fait l’objet d’études (voir bibliographie).
Le Droit Constitutionnel moderne inclut également l’étude de la garantie des droits fondamentaux. Les droits de première génération (dits "droits de liberté") sont garantis par le Droit constitutionnel, chaque État désigne ces droits fondamentaux comme la garantie de leur constitution, et le préambule constitutionnel de chaque pays y est mentionné.

### Constitutionnalisme
En Europe, entre le début du XVIIe siècle et la fin du XIXe siècle, on croit en la suprématie de la loi (légicentrisme). Toutefois, l’abbé Sieyès, lors de la discussion sur la constitution de l'an III en 1795, avec son projet de jury constitutionnaire qui ne fut finalement pas adopté, pensait qu’il était nécessaire de mettre en place des garde-fous pour contrôler l’application des lois.
Aux États-Unis, la constitution américaine existe depuis 1787 et a été enrichie par de nombreux amendements pour tenir compte de l’évolution du droit.
Le XXe siècle, et particulièrement sa deuxième moitié, est marqué par l’essor du constitutionnalisme.

#### Raisons du constitutionnalisme
On s’est aperçu au cours du XXe siècle que la loi pouvait mal faire : des régimes dictatoriaux (le régime nazi, le régime de Vichy, le régime chilien dans les années 1970) pouvaient avoir un système législatif portant atteinte à la dignité de l’Homme. L’idée s’est imposée que la loi ne pouvait pas être – seule – l’ultime barrière au pouvoir : on a donc fait de la Constitution ce dernier rempart. L’exemple le plus frappant est celui de la Loi fondamentale allemande de 1949 qui prévoit que certains droits fondamentaux ne sont pas susceptibles d’être modifiés, même par le peuple.

#### Expression du constitutionnalisme
Le constitutionnalisme est une doctrine fondée sur le constat de la suprématie de la Constitution sur les autres normes juridiques nationales.
Ce constat s'appuie sur le fait que la Constitution représente la meilleure garantie contre l’arbitraire du pouvoir politique. Elle apparaît notamment dans la déclaration des droits de l’homme et du citoyen de 1789, et les objectifs de l’assemblée constituante. Le caractère écrit de la Constitution va lui assurer une forme de stabilité, ce qui va provoquer un premier niveau de protection contre les risques d’arbitraire de la loi, au profit des citoyens.Les constitutions  sont apparues comme un rempart contre l'arbitraire du pouvoir politique.
Cette doctrine a eu une influence très forte en droit public français. Elle a connu une seconde naissance au début des années 1960 lorsque le Conseil Constitutionnel a commencé dès sa création à se référer à la Constitution afin de protéger les droits et libertés individuelles en s'opposant à Charles de Gaulle quand il voulut imposer des tribunaux d'exception.
À partir de la décision du 16 juillet 1971, dite liberté d'association, le Conseil constitutionnel incorpore au bloc de constitutionnalité, vis-à-vis duquel il exerce son contrôle de constitutionnalité, les normes citées dans le préambule de la Constitution du 4 octobre 1958 ; il s'agit, entre autres, de la Déclaration des droits de l'homme et du citoyen de 1789 et du Préambule de la Constitution du 27 octobre 1946.
Elle est alors apparue comme une véritable norme juridique, de la même manière qu’aux États-Unis, la décision Marbury v. Madison de 1803 avait été aussi novatrice, puisqu’elle avait imposé au pouvoir exécutif, pour la première fois, le respect de la Constitution de 1787.

### Champ d’action du droit constitutionnel
Le droit constitutionnel a actuellement plusieurs champs d’action :
- Traduire les droits fondamentaux en déclarations ou chartes, qui figurent comme principes de base des institutions,
- Décrire le périmètre des lois, règlements,
- Définir les responsabilités des organes du pouvoir dans le fonctionnement des institutions : pouvoir exécutif, pouvoir législatif, et pouvoir judiciaire.

L’un des thèmes du droit constitutionnel actuellement en réflexion est celui de la sécurité juridique (rapport du Conseil d’État de 2006). Ce principe figure explicitement dans les textes des institutions européennes (Conseil de l'Europe, Union européenne).
En France, le droit naturel correspondant est celui de la sûreté, mais sa traduction dans le domaine de la sécurité juridique n’est pas explicitement mentionnée dans la constitution du 4 octobre 1958. Dans le fonctionnement normal des institutions françaises, cette traduction doit se faire par une loi organique.

## Théorie générale du droit constitutionnel

### Le droit de l'État

#### Approche politique: État, droit
Le droit constitutionnel est le droit de l'État, tandis que la science politique est l'étude du pouvoir. Les deux sont intimement liés. L'État est le lieu où peut s'exprimer le droit. Sans État, on peut considérer qu'il n'existe pas de droit. L'État conduit à une distinction entre les individus, notamment, entre les détenteurs du pouvoir, les gouvernants, et ceux qui ne le détiennent pas, les gouvernés.
L'État est le cadre privilégié du pouvoir. Dans l'histoire des concepts, les définitions ont souvent oscillé autour de deux thèmes : l'État est au service de l'homme (Aristote) ou l'homme est au service de l'État (Platon). Les formes du pouvoir diffèrent suivant l'un ou l'autre des préceptes. La seconde grande question a été celle de l'origine du pouvoir, qui est d'abord venue de Dieu (omnis potestas a Deo), puis du peuple (État-nation).
Pour qu'un État fonctionne, il doit permettre l'exercice du pouvoir, mais doit également veiller à ce que ce dernier soit légitime. Cette légitimité a d'abord été, dans les sociétés primitives, un rapport de domination. C'est la loi du plus fort. Puis la légitimité est venue de Dieu. C'est la période, pour la France, symbolisée par la monarchie absolue. Depuis la Révolution, le pouvoir vient du peuple. La légitimité est donc populaire : le souverain c'est la nation (ou encore, pour Pierre-Joseph Proudhon, "L'État, c'est nous").
Enfin, l'État permet d'instaurer le monopole du pouvoir. Seuls certains détiennent la faculté d'ordonner : ceux qui ont la légitimité pour le faire, c'est-à-dire les élus dans une République.

#### Approche juridique: éléments constitutifs et formes de l'État

##### Éléments constitutifs de l'État
L'État est constitué d'un territoire. C'est le lieu sur lequel s'exerce le pouvoir. Ce territoire est délimité par une frontière. Toute portion de territoire terrestre appartient à un État donné. La frontière est un élément essentiel car elle marque la limite du pouvoir d'un État, et le début du pouvoir d'un autre.  Normalement, à l'intérieur de la frontière, un État doit pouvoir assurer son pouvoir de manière uniforme. Certaines exceptions demeurent cependant, par exemple les ambassades, qui font l'objet de règles particulières.  Le territoire peut se diviser de plusieurs manières : régions autonomes, autorités décentralisées... L'État a toute latitude pour organiser son espace.
L'État est ensuite constitué d'une population. Les individus qui sont rattachés à l'État par un lien de nationalité sont soumis au pouvoir exercé par les gouvernants. L'État peut offrir sa souveraineté à qui il le souhaite, de la manière dont il le souhaite (généralement, suivant un droit du sol ou un droit du sang). C'est cette nationalité qui lie à la fois l'individu à un État, et à ses compatriotes. Il crée un groupe particulier, différencié, qu'est la population.
Enfin, le pouvoir de l'État doit être effectif : c'est le troisième élément constitutif. L'État doit réellement disposer du monopole du pouvoir, et doit l'exercer pleinement. Ainsi, un État qui, par le droit constitutionnel, disposerait de tous les mécanismes nécessaires pour prouver sa souveraineté, sa légitimité... mais qui serait incapable d'assurer l'effectivité de ce pouvoir, ne pourrait pas être considéré comme un État.

##### Les formes d'État
Un État peut avoir plusieurs formes.
L'État unitaire. C'est l'exemple le plus simple. Ici, il n'y a qu'un système de droit, organisé par une Constitution qui s'applique uniformément sur le territoire. Cet État peut être centralisé (toutes les affaires sont gérées par le pouvoir central) ou décentralisé (les affaires sont gérées par les autorités locales selon un principe de subsidiarité : l'échelon le plus adapté règle les affaires selon leur importance). L'administration de cet État peut être concentrée (toutes au niveau du lieu du pouvoir central : en général, la capitale) ou déconcentrée (l'administration est représentée par des agents locaux disposant d'un véritable pouvoir). Enfin, il peut y avoir des États unitaires ayant donné tellement de poids à la déconcentration et la décentralisation qu'ils sont dits autonomiques (État régional) : ils possèdent des régions autonomes qui sont pratiquement des États, seulement, elles restent soumises à la Constitution et n'ont pas de personnalité juridique et de pouvoir de décision dans certains domaines (Italie, Espagne). Les collectivités qui ne sont pas encore tout à fait des régions comme dans les États régionaux, mais qui disposent de plus de compétences qu'une simple collectivité territoriale d'un État unitaire sont dites "collectivités sui generis" (du latin, exceptionnel, sans catégorie, sans comparaison), comme la Nouvelle-Calédonie qui possède son propre Congrès et son propre Gouvernement et dont le statut juridique est prévu dans une section spécifique de la Constitution française. 
La fédération, ou l'État fédéral. Ici, c'est plus qu'une association d'États, l'État fédéral est bâti sur une véritable Constitution. Il a la personnalité juridique, et est réellement un État sur le plan international. Ses composantes sont également des États, auxquels ont été retirés des parties importantes de la souveraineté.  Ces États ont en revanche une grande autonomie sur certains plans : justice, éducation, législation... En revanche, l'État fédéral juxtapose aux États une justice fédérale, une législation fédérale... auxquelles les États fédérés doivent plier. Enfin, les États fédérés participent à la politique fédérale, en général par le vote à majorité qualifiée (et non à l'unanimité). C'est le cas des États-Unis.
La confédération. C'est une association d'États. Elle repose sur un traité international et témoigne de la volonté pour plusieurs États d'instaurer des rapports privilégiés, notamment en matière de maintien de la paix, et de gestion de certains intérêts communs. Le principe est le fonctionnement par l'unanimité. La confédération n'a pas la personnalité juridique internationale, elle ne peut donc pas conclure de traités ou ester en justice. Autrement dit, ce n'est pas un État. Notons que, malgré son nom officiel, la Confédération suisse est un État fédéral et non une confédération.

### L'État de droit
La théorie de l'État de droit est de permettre une limitation du pouvoir de l'État par le droit. Le droit constitutionnel permet cette limitation, car il est celui qui régit la norme supérieure de la hiérarchie des normes. Cela dit, il n'est pas le seul, et d'autres matières juridiques permettent une limitation du pouvoir étatique (le droit administratif notamment). Au niveau du droit constitutionnel, deux notions se rattachent à la limitation du pouvoir de l'État.
Cette théorie a été forgée par l'École allemande (Jehring, Jellinek).

#### Le constitutionnalisme
Le constitutionnalisme est la doctrine selon laquelle l'État se traduit dans un texte constitutionnel, écrit, stable dans la durée, et dont la valeur est supérieure à toutes les normes juridiques de cet État. C'est la traduction juridique de la volonté de vivre ensemble constitutive d'un État. La constitution est la traduction juridique d'un pacte social, conclu entre ceux qui veulent vivre ensemble.

##### La notion de Constitution
La Constitution est dès lors une norme stable, originaire, unificatrice et rationalisante des règles de vie en société. Elle est supérieure à toute autre norme juridique. L'État est toujours soumis à elle.
Qu'est ce qu'une Constitution ? Il y a deux définitions.
Constitution formelle : un texte a valeur constitutionnelle quand ses règles d'édiction sont conformes aux procédures particulières prévues par la Constitution elle-même.
Constitution matérielle : le contenu même du texte est constitutionnel. Cela suppose que certaines matières sont intrinsèquement constitutionnelles.
En général, un énoncé constitutionnel est à la fois formel et matériel. Le texte a donc été adopté suivant des conditions particulières, et son objet est intrinsèquement constitutionnel (note : article 16 DDHC). Mais quelquefois, un texte peut être formellement constitutionnel, mais son objet peut ne pas du tout être constitutionnel (exemple bien connu de l'interdiction faite d'abattre du bétail sans étourdissement préalable sur le territoire de la Confédération suisse. C'est la loi constitutionnelle du 20 août 1893 aujourd'hui disparue). À l'inverse, une norme peut être matériellement constitutionnelle mais ne pas avoir formellement une valeur constitutionnelle (législations organiques, lois, réglementations)... Ces exemples sont innombrables.
La forme de la Constitution peut varier. Dans la grande majorité des pays, elle est conçue comme écrite, mais la Constitution peut tout à fait être coutumière (exemple britannique). Également, des coutumes constitutionnelles peuvent compléter, contredire, ou affirmer le texte constitutionnel écrit (en France, exemple  de l'arrêt du Conseil d'État du 4 avril 1952, « Syndicat régional des quotidiens d'Algérie » qui consacre la coutume constitutionnelle selon laquelle un gouvernement démissionnaire ne peut s'occuper que de l'expédition des affaires courantes). 
Existent aussi des "conventions de la Constitution": ce sont des accords institutionnels, souvent coutumiers, passés entre différents pouvoirs publics en marge du texte constitutionnel (exemple de l'organisation des questions au gouvernement de l'article 48 alinéa 5 de la Constitution).
Enfin, la Constitution peut avoir différentes qualités. Elle peut être souple ou rigide.
Souple : Sa procédure d'édiction est identique à celle d'une loi ordinaire. Ainsi, la Constitution formelle est donc une loi. Sa forme ne diffère pas d'un texte législatif, et finalement, il n'y a qu'une Constitution matérielle.
Rigide : À l'inverse, la procédure d'édiction de la Constitution est différente de la loi ordinaire. Cela peut passer par un quorum plus élevé, par exemple des deux tiers ou des quatre cinquièmes des parlementaires, ou par un processus impliquant les deux chambres dans le cas de parlements bicaméraux. Enfin, certains pays, tel l'Irlande, imposent le recours à un référendum pour tout changement constitutionnel. 
À noter que la Constitution est créée par le pouvoir constituant originaire. Ce pouvoir constituant n'est pas appréhendé par le droit, c'est un fait politique, qui crée la Constitution. Pour différencier la création d'une Constitution d'une révision constitutionnelle, il faut remarquer que la révision s'effectue dans le cadre prévu par la Constitution. À l'inverse, le changement de Constitution suppose une véritable rupture avec les procédures établies préalablement.

##### La Constitution française
La Constitution du 4 octobre 1958 fonde le régime de la Cinquième République. Le texte constitutionnel français a plusieurs caractéristiques.
Il est écrit. Il est pourtant sujet à la coutume et aux conventions de la Constitution.
Il est rigide (l'article 89 prévoit les modalités d'édiction du texte constitutionnel).
Il est complété par un ensemble de textes particuliers, les lois organiques, dont la seule définition est d'être un texte pris selon une procédure particulière (article 46 de la Constitution).
La Constitution est composée de deux grands ensembles, qui forment un "bloc de constitutionnalité". Le premier est le corps du texte constitutionnel, c'est-à-dire de l'article 1 à l'article 89. Sont concernés majoritairement des questions d'organisation des pouvoirs publics. Le second ensemble est composé de la Déclaration des Droits de l'Homme et du Citoyen de 1789, du Préambule de la Constitution de 1946, et de la Charte de l'environnement de 2004. Ce préambule a valeur constitutionnelle depuis la décision du Conseil constitutionnel du 16 juillet 1971, "Liberté d'association".

#### Le contrôle de constitutionnalité
Le contrôle de constitutionnalité est l'aboutissement logique du constitutionnalisme. C'est le fait de sanctionner la suprématie de la Constitution en déclarant inconstitutionnelles les dispositions inférieures qui lui seraient contraires.
À l'origine, la France a été réticente au contrôle de constitutionnalité, notamment à cause des auteurs révolutionnaires et de leurs influences, pour qui la loi, "expression de la volonté générale" était insusceptible de contrôle, car parfaite en son essence. L'aboutissement de ce mouvement se retrouve dans la Décision du Conseil constitutionnel de 1985, "Évolution de la Nouvelle-Calédonie" : "la loi n'est l'expression de la volonté générale que dans le respect de la Constitution".
Le contrôle de constitutionnalité peut avoir plusieurs modalités :
- A priori ou a posteriori. Si la norme contrôlée par rapport à la Constitution est examinée avant son entrée en vigueur, le contrôle est a priori. Sinon, il est a posteriori : le texte est contrôlé une fois qu'il a commencé à produire des effets juridiques.

- Abstrait ou concret. Le contrôle est abstrait quand l'examen auquel se livre le juge est uniquement de norme à norme. Le contrôle est concret si cet examen utilise des notions de fait, par exemple la situation du litige.

- Concentré ou diffus. Le contrôle est concentré si une seule juridiction a le monopole du contrôle de constitutionnalité. Il est diffus quand tous les juges de l'ordre juridique peuvent contrôler la constitutionnalité.

- Erga omnes ou en:inter partes. L'effet de la décision de constitutionnalité est erga omnes quand sa solution vaut pour l'ensemble des litiges ultérieurs. Il est inter partes si l'effet ne vaut que pour le litige en cause.

- Par voie d'action ou par voie d'exception. Par voie d'action, une autorité ou un justiciable a directement saisi le juge de la question de constitutionnalité. Par voie d'exception, le juge s'intéresse à la question de constitutionnalité au cours de l'examen de la norme contestée, mais ce n'est pas l'objet du litige.

Pour donner un exemple, en France, le contrôle de constitutionnalité des lois de l'article 61 de la Constitution est concentré, a priori, abstrait, par voie d'action et erga omnes. Quant à la question prioritaire de constitutionnalité créée par la révision constitutionnelle du 23 juillet 2008 (article 61-1), elle consiste en un contrôle a posteriori, abstrait, par voie d'exception et erga omnes.

### Les régimes politiques
Une Constitution met en place un régime politique. Si l'objet d'étude du droit constitutionnel n'est pas à proprement parler le régime politique (qui serait plutôt concerné par la science politique), son étude devient rapidement indispensable.
Pour un exemple, l'étude de la démocratie peut avoir sa place en droit constitutionnel. On remarque que la définition classique de la démocratie (le gouvernement du peuple par lui-même), mû par la souveraineté populaire, a rapidement été sujet à des variations assez importantes.
Normalement, cette démocratie est directe, mais sa mise en œuvre dans les grands États a entraîné la nécessité d'une représentation. Nous élisons donc des représentants, qui exercent ensuite pour nous la souveraineté nationale. La question est de savoir si l'élu représente réellement les électeurs, si le Parlement représente la nation, si finalement, le peuple exerce vraiment son pouvoir...
D'autres régimes politiques peuvent être mis en place par une Constitution : dictature, oligarchie, république...
Finalement, le droit constitutionnel va quant à lui être beaucoup plus déterminant parce qu'il va organiser la séparation des pouvoirs. Concept issu d'Aristote et de Locke, c'est Montesquieu qui lui donne ses lettres de noblesse, dans l'Esprit des lois.  Le but de la séparation des pouvoirs est d'empêcher l'arbitraire. Du législatif, de l'exécutif ou du judiciaire, aucune autorité publique ne doit détenir deux de ces pouvoirs.
Cette séparation peut être souple (notamment dans les régimes parlementaires : Royaume-Uni) ou rigide (dans les régimes présidentiel : les États-Unis). Si la séparation est souple, cela signifie que le Parlement peut mettre en jeu la responsabilité du Gouvernement, et que ce dernier peut parfois dissoudre le Parlement. Les pouvoirs ont les moyens de se détruire, et donc, sont dans l'obligation de coopérer. Dans le régime de séparation stricte, le Parlement ne peut pas faire tomber le Gouvernement. Les pouvoirs ne peuvent pas se détruire.

### La participation des citoyens
Le droit constitutionnel encadre la participation des citoyens. Ces derniers peuvent participer de deux manières : par l'élection, ou par le référendum.
En France, le suffrage est universel. Tout citoyen de nationalité française ayant 18 ans peut voter. Ensuite, le suffrage est direct ou indirect suivant la fonction concernée par l'élection (direct : Président de la République, député, indirect : sénateur).
Le droit constitutionnel établit également des modes de scrutin. Suivant le mode, l'effet peut être différent, et toute la mécanique constitutionnelle cherche à prévoir quel système de suffrage confortera quel système politique, et correspondra à quelle population.
Le scrutin majoritaire. Le candidat qui a obtenu le plus de voix obtient le poste. Il peut être uninominal ou de liste, à un ou deux tours. En jouant sur ces paramètres, on peut permettre, notamment pour l'élection des assemblées délibératives, l'établissement de majorités fortes, d'un bipartisme ancré...
Le scrutin proportionnel. Un parti politique gagne autant de sièges qu'il a obtenu de suffrages. Ici, une assemblée sera composée de l'ensemble des partis, à hauteur de leurs suffrages.
On peut mixer les deux systèmes, accorder des seuils, effectuer des appariements...
Le citoyen de nationalité française peut aussi participer par référendum. Il s'agit pour les électeurs de répondre par oui ou non à une question, ce qui entraînera des effets juridiques. En France, il existe deux types de référendums. L'article 11 met en place un référendum "législatif", ainsi qu'un pseudo "référendum d'initiative populaire". L'article 89 met en œuvre un référendum de révision de la Constitution. 
Le référendum peut être à l'initiative des gouvernants, ou des gouvernés (l'initiative est alors minoritaire, c'est-à-dire associant le peuple et les élus, ou populaire, et être seulement dévolue au peuple). 
Le référendum peut servir à faire une proposition, à ratifier une décision ou un traité, ou à remplacer une délibération. 
La Constitution de 1958, par exemple, a été instituée par référendum.

## Citations
- « La loi n’a pas tous les droits. », Mireille Delmas-Marty

- « La méconnaissance et le mépris des droits de l’Homme ont conduit à des actes de barbarie qui révoltent la conscience de l’humanité... », René Cassin, Extrait de la Déclaration universelle des droits de l'homme

### Principaux auteurs
- Pierre Avril
- Denis Baranger
- Olivier Beaud
- Paolo Biscaretti di Ruffia
- Georges Burdeau
- René Capitant
- Guy Carcassonne
- Raymond Carré de Malberg
- Angelo Antonio Cervati
- Dominique Chagnollaud
- Marie-Anne Cohendet
- Vezio Crisafulli
- Charles Debbasch
- Jean-Marie Denquin
- Guillaume Drago
- Léon Duguit
- Olivier Duhamel
- Maurice Duverger
- Carlo Esposito
- Louis Favoreu
- Giuseppe Ferrari (juriste) (it)
- Bastien François
- Jean Gicquel
- Francis Hamon
- Maurice Hauriou
- Pascal Jan
- Olivier Jouanjan
- Philippe Lauvaux
- Carlo lavagna
- Armel Le Divellec
- Bertrand Mathieu
- Ferdinand Mélin-Soucramanien
- Costantino Mortati
- Vittorio Emanuele Orlando
- Giovanni Motzo
- Livio Paladin
- Otto Pfersmann
- Etienne Picard
- Hugues Portelli
- Loïc Philip
- Thierry S.Renoux
- Santi Romano
- Dominique Rousseau
- Carl Schmitt
- Michel Troper
- Michel Verpeaux

### Articles nationaux
- Droit constitutionnel (Australie)
- Droit constitutionnel (Canada)
- Droit constitutionnel (France)
  - Principes fondamentaux reconnus par les lois de la République